# مارك فان دورين
مارك فـان دورين (بالإنجليزية: Mark Van Doren)‏ هو ناقد أدبي وصحفي وأستاذ جامعي وبروفيسور وناقد سينمائي وكاتب وشاعر أمريكي، ولد في 13 يونيو 1894 في مقاطعة فيرميليون في الولايات المتحدة، وتوفي في 10 ديسمبر 1972 في تورينغتون في الولايات المتحدة.

## وصلات خارجية
- مارك فـان دورين على موقع الموسوعة البريطانية (الإنجليزية)
- مارك فـان دورين على موقع روتن توميتوز (الإنجليزية)
- مارك فـان دورين على موقع ميوزك برينز (الإنجليزية)
- مارك فـان دورين على موقع إن إن دي بي (الإنجليزية)